# Уоба, Шанталь
Шанталь Рют Уоба (фр. Chantal Ruth Ouoba; род. 2 сентября 1975, Республика Верхняя Вольта) — легкоатлетка из Буркина-Фасо, специалистка по прыжкам в длину и тройным прыжкам. Выступала на профессиональном уровне в 1994—2001 годах, победительница и призёрка ряда крупных международных стартов, действующая рекордсменка страны в тройном прыжке на открытом стадионе, участница летних Олимпийских игр в Атланте.

## Биография
Шанталь Уоба родилась 2 сентября 1975 года.
Впервые заявила о себе в лёгкой атлетике на международном уровне в сезоне 1994 года, когда вошла в состав национальной сборной Буркина-Фасо и выступила на юниорском африканском первенстве в Алжире, где стала четвёртой в прыжках в длину и выиграла серебряную медаль в тройных прыжках.
В 1995 году в зачёте тройного прыжка завоевала серебряную награду на юниорском африканском первенстве в Буаке. Будучи студенткой, представляла Буркина-Фасо на Всемирной Универсиаде в Фукуоке — в прыжках в длину в финал не вышла, тогда как в тройных прыжках заняла итоговое 11-е место.
Благодаря череде удачных выступлений в 1996 году удостоилась права защищать честь страны на летних Олимпийских играх в Атланте — на предварительном квалификационном этапе тройного прыжка показала результат 12,40 метра, чего оказалось недостаточно для выхода в финальную стадию соревнований.
В 1997 году среди прочего заняла шестое место в тройном прыжке на Играх франкофонов в Антананариву.
В 1998 году выиграла бронзовую медаль на турнире в Дакаре.
В 1999 году прыгала тройным на Всемирной Универсиаде в Пальме, с результатом 12,15 в финал не вышла. Принимала участие во Всеафриканских играх в Йоханнесбурге, где в той же дисциплине стала пятой.
В 2000 году взяла бронзу на турнире в Дакаре.
В 2001 году в тройном прыжке превзошла всех соперниц на домашних соревнованиях в Уагадугу, установив при этом ныне действующий национальный рекорд Буркина-Фасо на открытом стадионе — 13,63 метра. Помимо этого, показала шестой результат на Играх франкофонов в Оттаве.